# Стублине (Обреновац)
Стублине је насеље у градској општини Обреновац у граду Београду. Према попису из 2022. било је 2569 становника.
Стублине се налазе на регионалном путу Београд – Ваљево (Р 101), на удаљености од око 10 км од Обреновца. Стублине заузимају површину од 19,7 км2 и у овој месној заједници станује око 4.000 становника.
У Стублинама се налазе основна школа „Живојин Перић”, Црква Покрова Пресвете Богородице у Стублинама, гробље, пошта, дом здравља и радио-станица. У овом насељу активни су фудбалски клуб „Посавина”, културно уметничко друштво „Стублине”, еколошко друштво „Бели Багрем”, голубарско друштво, стрељачко друштво, ловачко друштво, књижевни клуб и бројне секције при основној школи „Живојин Перић”.

## Историја
Први помен села је забележен у турском попису (тефтеру) за хиџретску 934. годину, тј. 1527/1528. годину по садашњем рачунању времена.

Транскрибован на модерни турски, са османске арабице, унос са 52. странице тефтера TD 144 је гласио овако:
İstubline karye, Valyeva nahiye - Село Стублине, Нахија Ваљево
Слово И додато је на почетак и средини у складу са праксом вокалног турског језика да се додају самогласници тежим сугласничким групама, ради лакшег изговора. Слично је са градом Пећ у Метохији, на турском званим Ипек, или Скопљем, које је називано Ускуб. На исти начин је, у истом попису, записано село Стубо (као Истуба) више Ваљева.

## Демографија
У насељу Стублине живи 2424 пунолетна становника, а просечна старост становништва износи 39,2 година (38,3 код мушкараца и 40,1 код жена). У насељу има 961 домаћинство, а просечан број чланова по домаћинству је 3,22.
Ово насеље је великим делом насељено Србима (према попису из 2002. године).
|  |

| Демографија | Демографија | Демографија |
| Година      | Становника  | Становника  |
| ----------- | ----------- | ----------- |
| 1948.       | 2.040       |             |
| 1953.       | 2.140       |             |
| 1961.       | 2.331       |             |
| 1971.       | 2.605       |             |
| 1981.       | 2.895       |             |
| 1991.       | 3.182       | 2.939       |
| 2002.       | 3.099       | 3.369       |

| Етнички састав према попису из 2002.‍ | Етнички састав према попису из 2002.‍ | Етнички састав према попису из 2002.‍ | Етнички састав према попису из 2002.‍ | Етнички састав према попису из 2002.‍ |
| ------------------------------------ | ------------------------------------ | ------------------------------------ | ------------------------------------ | ------------------------------------ |
|                                      |                                      |                                      |                                      |                                      |
| Срби                                 | Срби                                 |                                      | 2.922                                | 94,28%                               |
| Роми                                 | Роми                                 |                                      | 122                                  | 3,93%                                |
| Црногорци                            | Црногорци                            |                                      | 6                                    | 0,19%                                |
| Муслимани                            | Муслимани                            |                                      | 4                                    | 0,12%                                |
| Македонци                            | Македонци                            |                                      | 4                                    | 0,12%                                |
| Хрвати                               | Хрвати                               |                                      | 2                                    | 0,06%                                |
| Југословени                          | Југословени                          |                                      | 2                                    | 0,06%                                |
| Украјинци                            | Украјинци                            |                                      | 1                                    | 0,03%                                |
| Словенци                             | Словенци                             |                                      | 1                                    | 0,03%                                |
| Румуни                               | Румуни                               |                                      | 1                                    | 0,03%                                |
| непознато                            | непознато                            |                                      | 24                                   | 0,77%                                |

| Година пописа     | 1948. | 1953. | 1961. | 1971. | 1981. | 1991. | 2002. |
| ----------------- | ----- | ----- | ----- | ----- | ----- | ----- | ----- |
| Број домаћинстава | 420   | 477   | 605   | 704   | 804   | 886   | 961   |

| Број чланова      | 1   | 2   | 3   | 4   | 5  | 6  | 7  | 8 | 9 | 10 и више | Просек |
| ----------------- | --- | --- | --- | --- | -- | -- | -- | - | - | --------- | ------ |
| Број домаћинстава | 161 | 228 | 167 | 207 | 94 | 70 | 21 | 9 | 1 | 3         | 3,22   |

| Пол    | Укупно | Неожењен/Неудата | Ожењен/Удата | Удовац/Удовица | Разведен/Разведена | Непознато |
| ------ | ------ | ---------------- | ------------ | -------------- | ------------------ | --------- |
| Мушки  | 1.253  | 372              | 784          | 60             | 34                 | 3         |
| Женски | 1.293  | 263              | 782          | 205            | 40                 | 3         |
| УКУПНО | 2.546  | 635              | 1.566        | 265            | 74                 | 6         |

| Пол    | Укупно                    | Пољопривреда, лов и шумарство | Рибарство                            | Вађење руде и камена | Прерађивачка индустрија       |
| ------ | ------------------------- | ----------------------------- | ------------------------------------ | -------------------- | ----------------------------- |
| Мушки  | 646                       | 229                           | 0                                    | 5                    | 137                           |
| Женски | 341                       | 132                           | 0                                    | 0                    | 43                            |
| УКУПНО | 987                       | 361                           | 0                                    | 5                    | 180                           |
| Пол    | Производња и снабдевање   | Грађевинарство                | Трговина                             | Хотели и ресторани   | Саобраћај, складиштење и везе |
| Мушки  | 38                        | 66                            | 47                                   | 9                    | 38                            |
| Женски | 9                         | 2                             | 50                                   | 10                   | 12                            |
| УКУПНО | 47                        | 68                            | 97                                   | 19                   | 50                            |
| Пол    | Финансијско посредовање   | Некретнине                    | Државна управа и одбрана             | Образовање           | Здравствени и социјални рад   |
| Мушки  | 0                         | 9                             | 24                                   | 11                   | 12                            |
| Женски | 2                         | 4                             | 9                                    | 19                   | 36                            |
| УКУПНО | 2                         | 13                            | 33                                   | 30                   | 48                            |
| Пол    | Остале услужне активности | Приватна домаћинства          | Екстериторијалне организације и тела | Непознато            | Непознато                     |
| Мушки  | 13                        | 0                             | 0                                    | 8                    | 8                             |
| Женски | 9                         | 1                             | 0                                    | 3                    | 3                             |
| УКУПНО | 22                        | 1                             | 0                                    | 11                   | 11                            |

## Историја
На локалитету Црквине је пронађена контура насеља из доба неолита и сврстава се у насеља из винчанске групе. Насеље је откривено и прва истраживања су рађена шездесетих година двадесетог века. Истраживањима од 2006. до 2008. године је утврђено да се на површини од око 16 хектара налазе остаци насеља од око 500 кућа и са око три до четири хиљаде становника.

## Планови
Стублине су, као локацију за своје привредне активности, одабрали бројни привредни субјекти. Захваљујући томе располажу са нешто више од 150 радних места.
Социјални, економски, али и културни развој МЗ Стублине биће додатно потпомогнут реализацијом планираних пројеката. Неки од ових пројеката су у току, као што је реконструкција деонице пута Р 101 од Обреновца до Уба, али и пута који Стублине, преко колубарских копова, повезује са Ибарском магистралом, завршетак изградње водоводне мреже и обданишта, али и завршетак ископина неолитског насеља Црквине и уређење излетишта Шарена чесма.

### Мапе
- Мапе, аеродроми и временска ситуација локација (Fallingrain)
- Сателитска мапа[мртва веза]
- Гугл сателитска мапа
- План насеља на мапи (Mapquest)